# 长肢苔蛛
长肢苔蛛（学名：Tapinopa longidens）为皿蛛科皿蛛亚科苔蛛属的蜘蛛類动物，由Karl Friedrich Wider於1834年首度描述。分布于古北区，包括中国大陆的河北及瑞典等地。

## 外部連結
- 維基物種上的相關：长肢苔蛛